# Sharon Cripps
Sharon Cripps (Sharon Lee Cripps; * 29. Juni 1977 in Brisbane) ist eine ehemalige australische Sprinterin.
In der 4-mal-100-Meter-Staffel kam sie mit dem australischen Team bei den Olympischen Spielen 1996 in Atlanta auf den siebten Platz und gewann bei den Commonwealth Games in Kuala Lumpur Gold. Bei den Olympischen Spielen 2000 in Sydney erreichte sie mit der 4-mal-100-Meter-Stafette im Vorlauf nicht das Ziel.
2002 wurde sie bei den Commonwealth Games in Manchester über 200 Meter Siebte und belegte in der Staffel den vierten Platz. Bei den Weltmeisterschaften 2003 in Paris/Saint-Denis verzichtete sie über 200 Meter im Viertelfinale auf einen Start.
2003 wurde sie Australische Meisterin über 100 und 200 Meter.

## Bestzeiten
- 100 m: 11,38 s, 22. Juni 2002, Darwin
- 200 m: 22,84 s, 6. Februar 2003, Adelaide